# The Stolen Treaty
The Stolen Treaty é um filme dos Estados Unidos de 1913, do gênero drama, com Harry Carey no elenco, interpretando um detetive.

## Elenco
- Lionel Barrymore ... O diplomata japonês
- Claire McDowell ... Olga
- Reggie Morris ... Amiga de Olga
- Harry Carey ... O detetive
- William J. Butler .. Um diplomata